# 누비아 사막

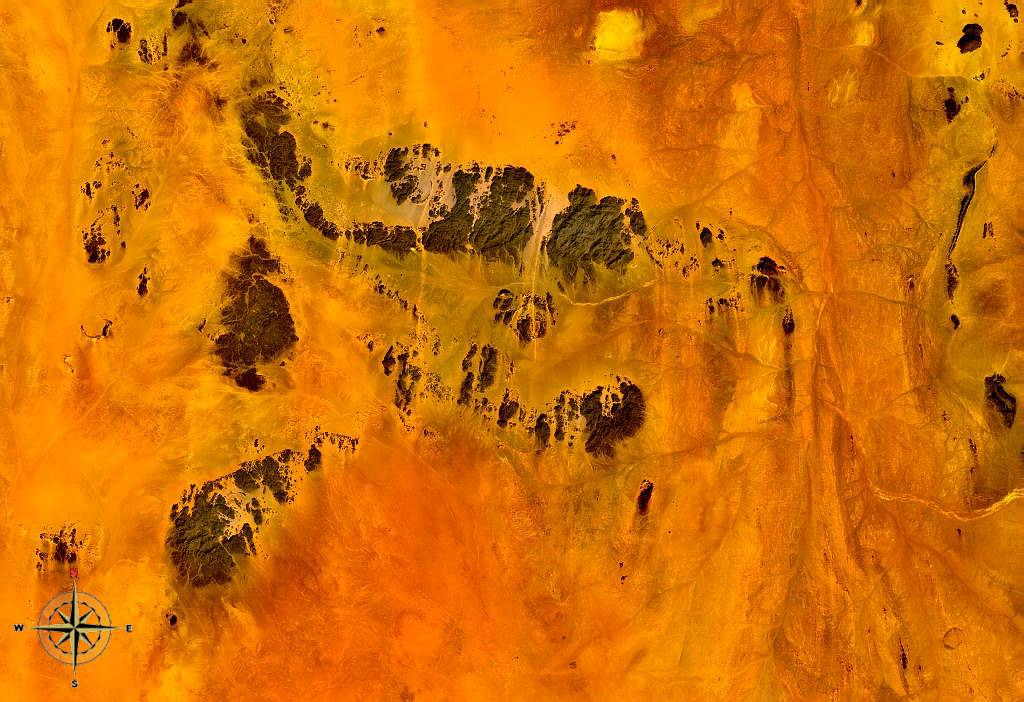
우주에서 촬영한 누비아 사막

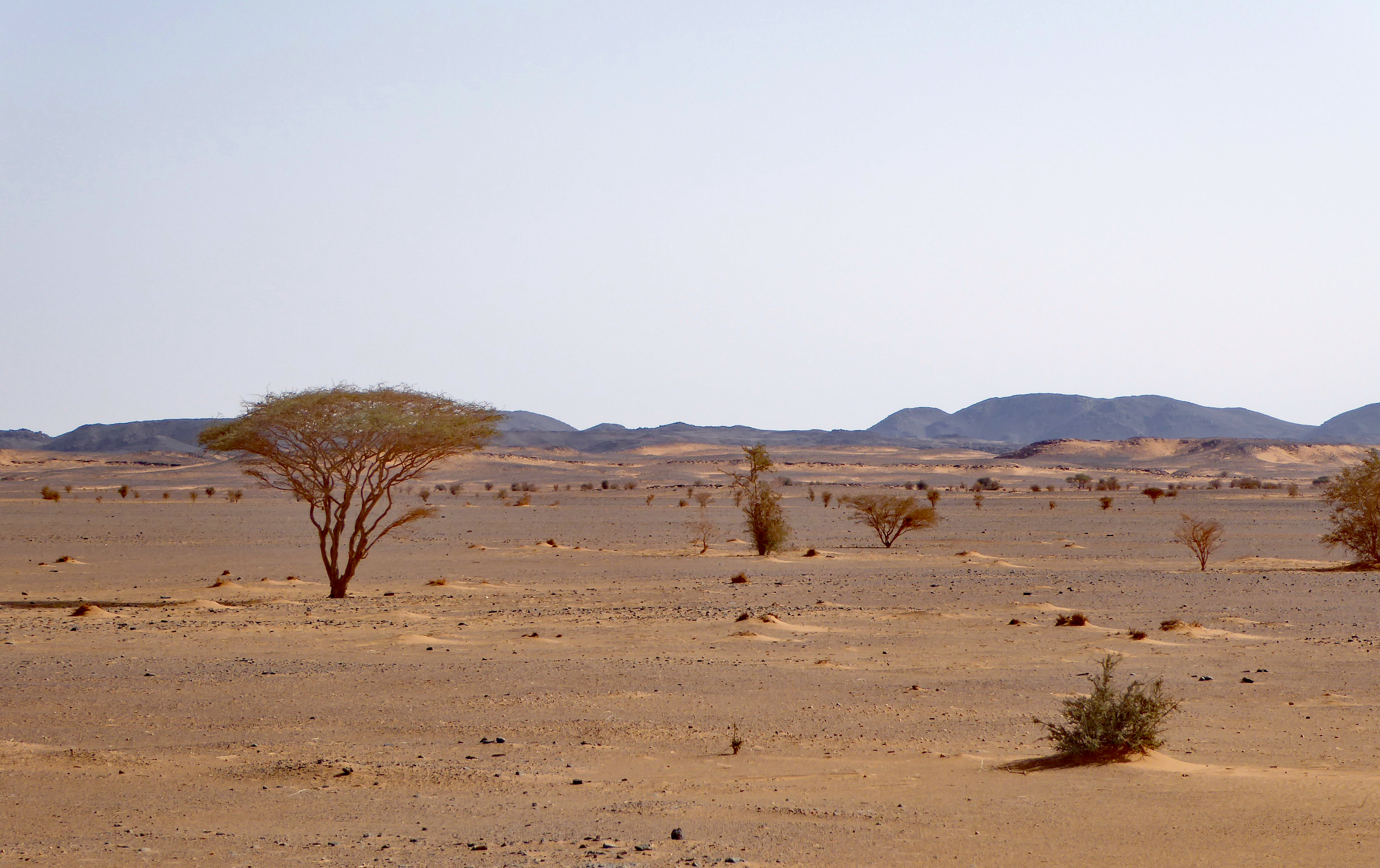

누비아 사막(영어: Nubian Desert, 아랍어: صحراء النوبة)은 아프리카 수단 북부에 위치한 사막으로, 사하라 사막의 동쪽 지역이며 에리트레아, 나일강, 홍해를 끼고 있다. 와디가 많으며, 강수량은 불과 125mm 가량이다.
이 지역의 원주민은 누비아인이다. 나일강은 나일강의 그레이트 벤드 이전에 누비아 사막을 통과하면서 대부분의 백내장을 통과한다. 누비아 사막은 여러 면에서 고대 이집트 문명에 영향을 미쳤다. 고대 이집트의 상인과 상인들은 누비아 사막을 여행하여 고대 누비아 문명의 금, 옷감, 돌, 음식 등을 구입했다.
카이로-케이프타운 고속도로는 누비아 사막을 통과한다. 누비아 사막의 가장 큰 도시는 홍해 사막 동쪽 끝에 있는 포트수단(Port Sudan)이다. 누비아 사막의 다른 중요한 도시로는 같은 이름의 강의 아트바라(Atbara)와 홍해의 마사와(Massawa)가 있다. 아비디야(Abidiya) 마을은 나일강에 위치하고 있다.
이 사막은 사막의 일부 오아시스에서만 드물게 나타나는 심각하게 멸종 위기에 처한 야자나무 메디미아 아르군(Medemia argun)의 유일한 서식지이다.
2008년 10월 7일 유성체 2008 TC3가 누비아 사막 상공에서 폭발했다. 하늘이 너무 밝아져서 수백 마일 떨어진 곳에 있는 사람들도 그 섬광을 보았다고 보고했다.